# Пухкал Олександр Григорович
Олександр Григорович Пухкал (нар. 15 жовтня 1948, с. Пальчики, Чернігівська область) — український науковець і політик, Народний депутат України 3-го скликання, кандидат економічних наук, доцент, доктор наук з державного управління, професор, академік Академії економічних наук України, Заслужений працівник народної освіти України. Державний службовець 1-го рангу.

## Біографія
Народився 15 жовтня 1948 році в селі Пальчики Бахмацького району Чернігівської області.

## Родина
- Батько — Григорій Іванович, 1919—2005 рр.
- Мати — Анна Олександрівна, 1923—2002 рр.
- Дружина — Ніна Юхимівна, 1949 року — економіст.
- Син — Володимир, 1975 року — менеджер.
- Син — Юрій, 1983 — директор фірми.

## Освіта
У 1966 році закінчив Городищенську середню школу.
1970—1975 роках — закінчив Київський державний університет імені Тараса Шевченка за спеціальністю «політична економія».
1975—1978 — навчався в аспірантурі КДУ імені Тараса Шевченка. У 1979 році захистив кандидатську дисертацію на тему «Сільськогосподарська кооперація і її роль в реформуванні аграрного устрою (на матеріалах країн Магріба)».
У 1991 році закінчив Вищу школу управління у Варшаві, здобув кваліфікацію «менеджер».
У 2010 році захистив докторську дисертацію на тему «Модернізація системи державного управління в контексті розвитку громадянського суспільства в Україні».

## Кар'єра
1962—1963 рр. — робітник, Городищенське сільське споживче товариство, Бахмацький район Чернігівської області.
Червень 1964 року по серпень 1967 року — робітник, помічник комбайнера колгоспу імені Леніна села Пальчики.
Вересень 1967 року по листопад 1969 року — служба в Радянській армії (Білоруський військовий округ, начальник радіостанції в/с 28679).
Грудень 1969 року по червень 1975 року — слухач підготовчого відділення, студент економічного факультету Київського державного університету імені Тараса Шевченка.
Листопад 1975 року по грудень 1978 року — аспірант економічного факультету, асистент кафедри політекономії (за сумісництвом) Київського державного університету імені Тараса Шевченка.
1975—1977 рр. — комендант гуртожитку, інженер відділу експлуатації КДУ імені Тараса Шевченка (за сумісництвом).
Грудень 1978 року по серпень 1981 року — заступник директора з поселення і виховної роботи студмістечка, викладач катедри політекономії, Київського державного університету імені Тараса Шевченка.
Вересень 1981 року по липень 1984 року — доцент Київського вищого загальновійськового командного училища ім. М. В. Фрунзе.
Липень 1984 року по грудень 1988 року — заступник завідувача Будинку політичної освіти Київських міськкому і обкому Компартії України; консультант відділу організаційно-партійної роботи ЦК Компартії України.
Грудень 1988 року по жовтень 1990 року — доцент кафедри політекономії Київського інституту політології і соціального управління.
Листопад 1990 року по червень 1992 року — декан спеціального факультету менеджменту Українського інституту ринкових відносин і підприємництва.
Червень 1992 року по липень 1993 року — заступник глави Московської районної державної адміністрації м. Києва.
Серпень 1993 року по листопад 1995 року — головний консультант, завідувач сектора інформації Адміністрації Президента України.
Листопад 1995 року по травень 1998 року — заступник директора Інституту підвищення кваліфікації керівних кадрів Української академії державного управління при Президентові України.
29 березня 1998 року обраний народним депутатом України, виборчий округ № 209, центр — м. Ніжин, Чернігівська область.
Травень 1998 року по травень 2002 року — народний депутат України, перший заступник Голови комітету Верховної Ради України у закордонних справах, Голова постійної делегації Верховної Ради України в ПАЧЕС, Віце-президент ПАЧЕС. На час виборів — заступник директора Інституту підвищення кваліфікації керівних кадрів України академії державного управління при Президентові України. Член фракції «Громада» (травень 1998 року по березень 1999 року), уповноважений представник, заступник керівника фракції «Батьківщина» (березень 1999 року по квітень 2001 року).
Вересень 2002 року по листопад 2006 року — перший заступник директора Інституту підвищення кваліфікації керівних кадрів Національної академії державного управління (НАДУ) при Президентові України.
Червень 2003 року — кандидат у народні депутати України, виборчий округ № 206, Чернігівська область, самовисування. За 2,56 %, 5 з 21 претендент. На час виборів — 1-й заступник директора Інституту підвищення кваліфікації керівник кадрів Української академії державного управління при Президентові України, безпартійний.
Вересень 2003 року — заступник директора Міждержавного інституту українсько-казахстанських відносин імені Нурсултана Назарбаєва.
Березень 2006 року — кандидат у народні депутати України від Виборчого блоку політичних партій Б. Олійника та М. Сироти, № 22 в списку. На час виборів — 1-й заступник директора Інституту підвищення кваліфікації керівних кадрів Національної академії державного управління при Президентові України, безпартійний.
Листопад 2006 року по листопад 2009 року — докторант, професор ІПК керівних кадрів НАДУ при Президентові України.
Вересень 2007 року по серпень 2010 року — ректор Київського гуманітарного інституту.
Вересень 2010 року по червень 2021 року — професор кафедри публічної політики та політичної аналітики НАДУ при Президентові України.
Липень 2021 року по цей час — професор кафедри парламентаризму Київського національного університету імені Тараса Шевченка.
Захоплення — танці, шахи, теніс, фото- та відеозйомки.

## Відзнаки
Пухкал О. Г. має такі нагороди:
- Подяка за підготовку «Олімпіади-80» (1980)
- Медаль «В пам'ять 1500-річчю Києва» (1982)
- Знак «Учасник ліквідації наслідків аварії на ЧАЕС» (1986)
- Почесне звання «Заслужений працівник народної освіти України» (1992)
- Премія за організацію святкування 50-річчя Перемоги у Великій Вітчизняній Війні (1995)
- Знак «Почесний працівник туризму України» (2002)
- Почесна грамота НАДУ при Президентові України (2003)
- Знак «Відмінник Технічної Служби України» (2005)
- Золота медаль товариства «Знання України» (2008)
- Орден «За розбудову України» ім. Михайла Грушевського IV ступеня (2001)
- Орден Святого рівноапостольного князя Володимира III ступеня (2001)
- Орден Святих Кирила і Мефодія (2007)
- Почесна відзнака «За активну громадську діяльність» (2008)

## Праці
- Пухкал О. Г. Модернізація державного управління в контексті розвитку громадянського суспільства в Україні. Монографія. Київ, 2010. — 287 с.
- Автор (співавтор) 69 законопроєктів. 32 розглянуті і 28 з них прийняті як Закони України та Постанови Верховної Ради України.
- Автор понад 170 опублікованих наукових та навчально-методичних праць в галузі державного управління, політичної економії, політології та міжнародних відносин.